# Lanobre
Lanobre település Franciaországban, Cantal megyében. Lakosainak száma 1350 fő (2022. január 1.). Lanobre Beaulieu, Champs-sur-Tarentaine-Marchal, Bort-les-Orgues, Cros, Trémouille-Saint-Loup és Sarroux-Saint Julien községekkel határos.

## Népesség
A település népességének változása:
| Lakosok száma | 1418 | 1435 | 1473 | 1426 | 1447 | 1432 | 1419 | 1405 | 1386 | 1350 |
|               | 1968 | 1982 | 1990 | 2006 | 2013 | 2015 | 2017 | 2019 | 2020 | 2022 |